# 梨子のちょっとおしゃべり聞いてって
『梨子のちょっとおしゃべり聞いてって!』（りこのちょっとおしゃべりきいてって!）は、梨子がパーソナリティを務めるラジオ番組である。

## 概要
フジテレビ系列で放送されていた「オールナイトフジコ」発の現役女子大生ユニット・フジコーズで2代目リーダーを務めた梨子による初の冠ラジオ番組で番組公式YouTubeチャンネルとSpotifyにて配信されている。なお、Spotifyでは放送終了後のアフタートークも配信している。
番組公式YouTubeチャンネル及び梨子の公式Xでは「まじめぶったり、おしゃべり暴走したりしながら、気づけばあなたの耳をジャックしているかも……どうぞお好きなタイミングでお付き合いください。」と紹介されている。
番組公式ハッシュタグは #梨子しゃべ

## 出演者
パーソナリティ
- 梨子[3]

## コーナー
- 梨子に言わせてどうするの！ : 梨子にちょっと言わせたい台詞をシチュエーションと共に募集する。
- 簡単に作れる美味しいレシピ : 自炊を頑張りたい梨子に料理のハードルを下げてほしいということで、リスナーから簡単に作れる料理のレシピを募集する。
- 恋のお悩み : 恋に悩むリスナーのお悩みを梨子に相談するコーナー[4]。
- 人生の一曲 : リスナーの人生を変えた一曲をその曲にまつわるエピソードと共に紹介するコーナー。
- お悩み相談室 : ちょっとした悩みから深刻な悩みまでリスナーから寄せられたお悩みに梨子が真剣に時にゆるっと答えるコーナー。
- 夏バテを乗り越えろ、みんなの健康法 : 暑さに負けないための食べ物や習慣、メンタルケアといった健康法をリスナーから教えてもらう[5]。
- 妄想週末デートプラン : もし週末に好きな人と自由にデートするなら…というテーマでリスナーから理想のデートプランを送ってもらうコーナー。
- 俺たち私たちの愛した○○ : リスナーがかつて愛したものについて、愛した理由や魅力についてみんなで語り合って懐かしんで愛でるというコーナー[6]。